# Barilari 4
Barilari 4 es el cuarto álbum de Barilari, proyecto del vocalista de Rata Blanca Adrián Barilari, el álbum fue lanzado en 2012.
Después de la promoción del anterior disco, "Abuso de poder", Barilari regresa a los estudios para grabar "Barilari 4".
El disco fue grabado y mezclado en los estudios de La Nave de Oseberg de Buenos Aires, durante 2012, bajo la supervisión técnica de Martín Toledo y la producción artística de Guillermo de Medio, y fue editado por el sello Tocka Discos.

## Lista de temas
| N.º | Título                                          | Escritor(es) | Duración |  |
| 1.  | «Carpe Diem (intro)»                            |              | -        |  |
| 2.  | «Hoy por Hoy»                                   |              | 5:03     |  |
| 3.  | «Corazón Homicidado»                            |              | 4:50     |  |
| 4.  | «Sin Mirar Atrás»                               |              | 3:50     |  |
| 5.  | «Siempre (Vas a Estar)»                         |              | 4:31     |  |
| 6.  | «Nunca Es Tarde (con Marcelo Corvalán)»         |              | 3:23     |  |
| 7.  | «Caminar a Tu Lado»                             |              | 3:18     |  |
| 8.  | «Gracias»                                       |              | 4:29     |  |
| 9.  | «Cenizas en el Viento (con Fernando Ruiz Díaz)» |              | 5:23     |  |
| 10. | «Tu Abismo»                                     |              | 4:29     |  |
| 11. | «Tan Lejos»                                     |              | 4:32     |  |
| 12. | «Jugar con Fuego»                               |              | 3:51     |  |

## Personal
- Adrián Barilari - Voz
- Nicolás Polo - Batería
- Julián Barrett - Guitarra
- Piter Barrett - Bajo
- Fernando Ruiz Díaz - Voz Secundaria en "Cenizas del Tiempo"
- Marcelo Corvalán - Voz Secundaria en "Nunca es Tarde"
- Fernando Scarcella - Batería en "Sin Mirar Atrás"
- Martín Toledo - Supervisión Técnica
- Guillermo de Medio - Producción Artística / Teclados